# Loekie Raterink
Loekie Raterink (Zwolle, 1955) is een voormalig Nederlands volleybalinternational die ongeveer negentig interlands speelde. Samen met haar tweelingzus Margot, die ook international werd, speelde ze voor Orion. Zij beëindigde haar volleybalcarrière in Zwitserland, evenals haar man George de Jong, bij clubs in Lausanne en Luzern. In Zwitserland (Aigle) zijn hun zonen Luuk en Siem de Jong geboren die ervoor kozen voetballer te worden.